# ACT Airlines
ACT Airlines (eigentlich ACT Havayolları A.Ş; im Außenauftritt Air ACT, ehemals MyCargo Airlines) ist eine türkische Frachtfluggesellschaft mit Sitz in Istanbul und Basis auf dem Flughafen Istanbul-Atatürk.

## Geschichte

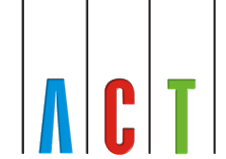
ACT-Airlines-Logo

ACT Airlines wurde 2005 gegründet. Sie betreibt internationale Charter-Frachtflüge sowie Flugzeug-Leasing.
Anfang 2012 übernahm die chinesische Hainan Airlines eine 49%ige Beteiligung an der Gesellschaft. Im Rahmen dessen führt die Gesellschaft seitdem ihren Betrieb unter dem Markennamen MyCargo Airlines durch. Zeitgleich wurde eine Erweiterung der Flotte angekündigt.

## Flotte
Mit Stand Dezember 2023 besteht die Flotte der ACT Airlines aus vier Frachtflugzeugen mit einem Durchschnittsalter von 26,1 Jahren:
| Flugzeugtyp        | Anzahl | bestellt | Anmerkungen   | Kapazität (in t) |
| ------------------ | ------ | -------- | ------------- | ---------------- |
| Boeing 747-400BDSF | 2      |          |               | 112,5            |
| Boeing 747-400ERF  | 2      |          | beide geleast | 117              |
| Gesamt             | 4      | –        |               |                  |

## Zwischenfälle
- Am 1. März 2010 verunglückte ein Airbus A300B4-200F (Luftfahrzeugkennzeichen: TC-ACB) auf dem Flughafen Bagram in Afghanistan. Bei der Landung brach das linke Hauptfahrwerk. Alle Insassen überlebten unverletzt.[5]
- Am 16. Januar 2017 verunglückte eine Boeing 747-412F (TC-MCL), die im Wet-Lease für Turkish Airlines betrieben wurde, nahe dem kirgisischen Flughafen Manas. Die Maschine befand sich auf einem Frachtflug von Hongkong über Manas nach Istanbul und stürzte beim Durchstarten in ein Dorf, das einen Kilometer westlich der Landebahn liegt. Die vier Besatzungsmitglieder und 35 Personen am Boden kamen ums Leben (siehe Hauptartikel: Turkish-Airlines-Flug 6491).[6]